# Моральная травма
Термин «моральная травма» (англ. moral injury) возник в результате деятельности дискуссионных групп, проводившихся в 1970-е годы ветеранами войны во Вьетнаме, в которых стали участвовать психиатры — Р.Лифтон, являвшийся одним из инициаторов введения диагностической единицы ПТСР в классификацию DSM, и Х.Шатан.
Позже было выяснено, что участие в боевых действиях является далеко не единственной причиной, могущей привести к моральной травме. Моральная травма может возникать у врачей, допустивших ошибки в лечении, руководителей, которые приняли решения, подвергшие риску других людей, людей выполнявших приказы, которые считали категорически неправильными, или ставших свидетелями несправедливостей, которые нарушили их глубокие моральные убеждения и ожидания.
В центре переживаний человека с моральной травмой находятся события, в которых он совершил неприемлемые с его точки зрения действия либо не смог предотвратить совершение таких действий другими людьми. Они сопровождаются чувствами вины, стыда, самоосуждающими мыслями. Некоторые специалисты считают, что моральной травме могут сопутствовать также соматические симптомы - мышечное напряжение, головные боли, желудочно-кишечные расстройства, бессонница.
Дискуссии, которые на сегодняшний день ведутся вокруг моральной травмы, касаются того, стоит ли ее рассматривать как составную часть ПТСР, или все же это отдельный феномен. Сторонники того, что моральная травма является самостоятельным явлением, аргументируют это тем, что рассмотрение ее в рамках только сугубо ПТСР приводит к патологизации нормальных истинно человеческих переживаний. Кроме того, от взгляда на природу моральной травмы зависят пути терапии.
Если при работе с невротической, иррациональной виной на первый план выходит работа с чрезмерными нереалистичными требованиями к себе и аутоагрессией, то работа с моральной травмой требует другого подхода.
Исследования показали, что наиболее эффективным методом в этом случае является групповая терапия, а также деятельность по репарации ущерба (выполнение какой-либо добровольной работы и т.п.). Не случайно в последние месяцы наблюдается всплеск волонтерской активности.
Говоря словами исследователя моральной травмы Дэвида Денборо: «Иногда отказ от прощения себя может сам по себе свидетельствовать о важной миссии. … Это путь, на котором люди могут разделить друг с другом груз не прощаемого, а затем объединиться ради участия в жизнях живущих».